# Trưng cầu dân ý độc lập Bosna 1992
Một cuộc trưng cầu dân ý về độc lập được tổ chức tại Bosnia và Herzegovina từ ngày 29 tháng 2 đến ngày 1 tháng 3 năm 1992, sau cuộc tổng tuyển cử tự do đầu tiên vào năm 1990 và tình trạng gia tăng căng thẳng sắc tộc cuối cùng dẫn đến Nam Tư tan rã. Các cử tri người Bosniak và người Croat Bosnia ủng hộ mạnh mẽ độc lập, trong khi người Serb Bosnia tẩy chay cuộc trưng cầu dân ý hoặc bị nhà cầm quyền người Serb tại Bosnia ngăn cản tham gia.
Tổng số cử tri đi bỏ phiếu là 63,4%, trong đó 99,7% bỏ phiếu ủng hộ độc lập. Vào ngày 3 tháng 3, Chủ tịch Đoàn Chủ tịch Bosnia và Herzegovina Alija Izetbegović tuyên bố nền độc lập của Cộng hòa Bosnia và Herzegovina và quốc hội phê chuẩn hành động này. Bằng việc tuyên bố độc lập, Bosnia và Herzegovina rời khỏi liên minh với Serbia sau gần 74 năm. Vào ngày 6 tháng 4, Hoa Kỳ và Cộng đồng Kinh tế châu Âu công nhận Bosnia và Herzegovina là một quốc gia độc lập, và nước này được kết nạp vào Liên Hợp Quốc vào ngày 22 tháng 5.

## Bối cảnh
Vào tháng 11 năm 1990, các cuộc bầu cử tự do lần đầu tiên được tổ chức tại Bosnia và Herzegovina, đưa ba đảng dân tộc chủ nghĩa lên nắm quyền. Đó là Đảng Hành động Dân chủ (SDA) do Alija Izetbegović lãnh đạo, Đảng Dân chủ người Serb (SDS) do Radovan Karadžić lãnh đạo, và Liên minh Dân chủ người Croat (HDZ) do Stjepan Kljuić lãnh đạo. Izetbegović được bầu làm Chủ tịch Đoàn Chủ tịch Bosnia và Herzegovina. Jure Pelivan của HDZ được bầu làm Chủ tịch Hội đồng Bộ trưởng Bosnia và Herzegovina. Momčilo Krajišnik của SDS được bầu làm Chủ tịch Quốc hội Bosnia và Herzegovina.
Trong suốt năm 1990, Kế hoạch RAM do một nhóm sĩ quan người Serb của Quân đội Nhân dân Nam Tư (JNA) và các chuyên gia từ Cục Điều hành Tâm lý của JNA phát triển nhằm tổ chức người Serb bên ngoài Serbia, củng cố quyền kiểm soát SDS và chuẩn bị vũ khí và đạn dược. Năm 1990 và 1991, người Serb tại Croatia và tại Bosnia và Herzegovina tuyên bố thành lập một số tỉnh tự trị người Serb (SAO) để sau này thống nhất chúng nhằm tạo ra một Đại Serbia. Ngay từ tháng 9 hoặc tháng 10 năm 1990, Quân đội Nhân dân Nam Tư đã bắt đầu trang bị vũ khí cho người Serb tại Bosnia và tổ chức họ thành lực lượng dân quân. Cùng năm đó, Quân đội Nhân dân Nam Tư giải giáp Lực lượng phòng thủ lãnh thổ của nước Cộng hòa Bosnia và Herzegovina (TORBiH). Đến tháng 3 năm 1991, Quân đội Nhân dân Nam Tư đã phân phối ước tính khoảng 51.900 khẩu súng cho lực lượng bán quân sự người Serb và 23.298 khẩu súng cho SDS. Trong suốt năm 1991 và đầu năm 1992, SDS tiến hành "Serb hoá" mạnh mẽ lực lượng cảnh sát nhằm tăng cường kiểm soát chính trị của người Serb. Theo Noel Malcolm, "các bước đi của Karadžić và đảng của ông ta - tuyên bố về các khu tự trị của người Serb, việc trang bị vũ khí cho người Serb, các sự cố nhỏ tại địa phương, tuyên truyền không ngừng nghỉ, yêu cầu quân đội liên bang "bảo hộ" – trùng khớp chính xác với những gì được thực hiện tại Croatia. Ít nhà quan sát nào có thể nghi ngờ rằng một kế hoạch duy nhất đang được thực hiện."
Trong một phiên họp vào ngày 15 tháng 10 năm 1991, trong bối cảnh được cảnh báo trước về Kế hoạch RAM, Quốc hội Bosnia thông qua "Bản ghi nhớ về chủ quyền", sử dụng một phong trào nghị viện để mở lại quốc hội sau khi Krajišnik đóng cửa cơ quan này, và sau khi các đại biểu người Serb bước ra bên ngoài. Vào ngày 24 tháng 10 năm 1991, SDS thành lập Đại hội người Serb tại Bosnia và Herzegovina và đến tháng 11 họ tổ chức một cuộc trưng cầu dân ý về việc ở lại Nam Tư. Đồng thời, họ ban hành "Chỉ thị về tổ chức và hoạt động của các cơ quan của người Serb tại Bosnia và Herzegovina trong điều kiện khẩn cấp", yêu cầu các quan chức SDS thành lập các hội đồng khu tự quản người Serb và các ban tham mưu khủng hoảng, đảm bảo nguồn cung cấp cho người Serb và tạo ra các mạng lưới truyền thông rộng khắp. Vào tháng 1 năm 1992, Đại hội tuyên bố thành lập Cộng hòa người Serb tại Bosnia và Herzegovina và việc ly khai. Chính phủ Bosnia tuyên bố cuộc trưng cầu dân ý này là vi hiến và thực thể tự xưng này chỉ được Nam Tư công nhận.

## Công nhận
Vào cuối tháng 12 năm 1991, các chính trị gia người Bosniak và Croat yêu cầu Cộng đồng Kinh tế châu Âu (EEC) công nhận Bosnia và Herzegovina cùng với Slovenia, Croatia và Macedonia là các quốc gia có chủ quyền. Ủy ban Trọng tài Badinter do EEC thành lập ban đầu từ chối công nhận Bosnia và Herzegovina vì "không có trưng cầu dân ý", trong khi xác định rằng Nam Tư đang trong quá trình giải thể và ranh giới nội bộ của các nước cộng hòa không thể thay đổi nếu không có thỏa thuận. Vào tháng 1 năm 1992, EEC ra phán quyết rằng "ý chí của người dân Bosnia Herzegovina muốn thành lập Cộng hòa Xã hội Bosnia Herzegovina với tư cách là một quốc gia có chủ quyền và độc lập không thể được cho là đã được thiết lập đầy đủ" và đề xuất "một cuộc trưng cầu dân ý của tất cả công dân của SRBH mà không có sự phân biệt"; điều này không thể được tổ chức một cách bình thường vì giới cầm quyền người Serb ngăn cản người dân của họ tham gia.  Trong tháng đó, Slobodan Milošević ban hành một mệnh lệnh bí mật chuyển tất cả các sĩ quan Quân đội Nhân dân Nam Tư sinh ra tại Bosnia và Herzegovina đến Cộng hòa Xã hội chủ nghĩa Serbia và đưa họ vào một đội quân người Serb Bosnia mới. Vào ngày 23 tháng 1, Chủ tịch Hội đồng Bộ trưởng EEC João de Deus Pinheiro nói rằng EEC sẽ công nhận Bosnia và Herzegovina nếu một cuộc trưng cầu dân ý về độc lập được thông qua.
Vào ngày 25 tháng 1, cuộc tranh luận về một cuộc trưng cầu dân ý được tổ chức tại Quốc hội, nó kết thúc khi các đại biểu người Serb rút lui sau khi các đại biểu người Bosniak và Croat bác bỏ một đề nghị của người Serb, đó là điều này phải được xác định bởi một Hội đồng Bình đẳng Dân tộc chưa được thành lập. Sau khi Momčilo Krajišnik cố gắng hoãn phiên họp, ông bị thay thế bằng một thành viên Đảng Hành động Dân chủ, và đề xuất tổ chức trưng cầu dân ý được thông qua trong tình trạng không có mặt Đảng Dân chủ người Serb. Cuộc trưng cầu dân ý nhằm mục đích thay đổi quy chế của Bosnia và Herzegovina từ một quốc gia của Liên bang Nam Tư thành một quốc gia có chủ quyền, điều này vi phạm Hiến pháp Nam Tư (vì Quốc hội nước Cộng hòa Xã hội chủ nghĩa Bosnia và Herzegovina không có thẩm quyền này, và vượt quá quyền hạn của họ). Theo Hiến pháp Nam Tư, việc thay đổi biên giới Nam Tư là không thể nếu không có sự đồng thuận của tất cả các nước cộng hòa. Cuộc trưng cầu dân ý cũng vi hiến theo Hiến pháp của Cộng hòa Xã hội chủ nghĩa Bosnia và Herzegovina. Bản sửa đổi LXX của hiến pháp thành lập một hội đồng được giao nhiệm vụ thực thi quyền bình đẳng của các dân tộc và quốc tịch tại Bosnia và Herzegovina. Đề xuất trưng cầu dân ý về "tình trạng của Bosnia và Herzegovina" cần phải được Hội đồng này xem xét, vì cuộc trưng cầu dân ý như vậy tác động trực tiếp đến "các nguyên tắc bình đẳng giữa các dân tộc và quốc tịch".
Công dân của Cộng hòa Xã hội chủ nghĩa Bosnia và Herzegovina bỏ phiếu ủng hộ độc lập trong cuộc trưng cầu dân ý tổ chức vào ngày 29 tháng 2 và ngày 1 tháng 3 năm 1992. Nền độc lập được các cử tri người Bosniak (người Hồi giáo Bosnia) và người Croat Bosnia ủng hộ mạnh mẽ, trong khi phần lớn người Serb Bosnia tẩy chay cuộc trưng cầu dân ý hoặc bị giới cầm quyền người Serb tại Bosnia ngăn cản việc tham gia. Theo SDS, độc lập sẽ khiến người Serb trở thành "một dân tộc thiểu số trong một nhà nước Hồi giáo". Họ sử dụng các đơn vị vũ trang không chính quy để ngăn cản việc vận chuyển các thùng phiếu, và thả truyền đơn khuyến khích tẩy chay, nhưng hàng nghìn người Serb tại các thành phố lớn vẫn bỏ phiếu ủng hộ độc lập. Đã xảy ra các vụ đánh bom và xả súng trong suốt thời gian bỏ phiếu, đáng chú ý nhất là cuộc tấn công một đám cưới tại Sarajevo. Tỷ lệ cử tri đi bầu là 63,4%, trong đó 99,7% bỏ phiếu ủng hộ độc lập. Tuy nhiên, cuộc trưng cầu dân ý không đạt được đa số 2/3 theo yêu cầu của hiến pháp vì chỉ có 63,4% cử tri đủ điều kiện tham gia. Vào ngày 3 tháng 3, Alija Izetbegović tuyên bố nền độc lập của Cộng hòa Bosnia và Herzegovina và quốc hội Bosnia phê chuẩn hành động của ông.

Quốc kỳ do Cộng hòa Bosnia và Herzegovina thông qua.

Vào ngày 4 tháng 3, Bộ trưởng Ngoại giao Hoa Kỳ James Baker kêu gọi EEC công nhận Bosnia và Herzegovina, và vào ngày 6 tháng 3, Izetbegović yêu cầu được quốc tế công nhận. Vào ngày 10 tháng 3, một tuyên bố chung giữa Hoa Kỳ và EEC nhất trí công nhận Slovenia và Croatia. Họ cũng đồng ý rằng Macedonia và Bosnia và Herzegovina sẽ được công nhận nếu Bosnia và Herzegovina "thông qua, không chậm trễ, các thỏa thuận hiến pháp nhằm mang lại sự phát triển hòa bình và hài hòa cho nước cộng hòa này trong phạm vi biên giới hiện có của họ." Vào ngày 7 tháng 4, Hoa Kỳ và EEC công nhận Bosnia và Herzegovina là một quốc gia độc lập, và các thành viên khác trong cộng đồng quốc tế cũng công nhận nước này vào đầu tháng 4. Ngày hôm đó, các nhà lãnh đạo người Serb Bosnia tuyên bố độc lập và đổi tên thực thể tự xưng của họ thành Republika Srpska. Vào ngày 12 tháng 5, Đại hội người Serb Bosnia thông qua "Sáu mục tiêu chiến lược của quốc gia người Serb"; Radovan Karadžić nói "Mục tiêu đầu tiên là tách hai cộng đồng dân tộc - tách biệt các quốc gia, tách biệt khỏi những kẻ thù của chúng ta và những kẻ đã tận dụng mọi cơ hội, đặc biệt là trong thế kỷ này, để tấn công chúng ta, và những ai sẽ tiếp tục những hoạt động như vậy nếu chúng ta ở trong cùng một nhà nước." Vào ngày 22 tháng 5, Bosnia và Herzegovina được kết nạp vào Liên Hợp Quốc.

## Kết quả
| Lựa chọn                      | Số phiếu  | %     |
| ----------------------------- | --------- | ----- |
| Ủng hộ                        | 2061.932  | 99,71 |
| Phản đối                      | 6.037     | 029   |
| Phiếu không hợp lệ/trống      | 5.227     | –     |
| Tổng cộng                     | 2.073.568 | 100   |
| Cử tri đăng ký voters/turnout | 3.253.847 | 63,73 |
| Nguồn: Nohlen & Stöver        |           |       |

## Hậu quả

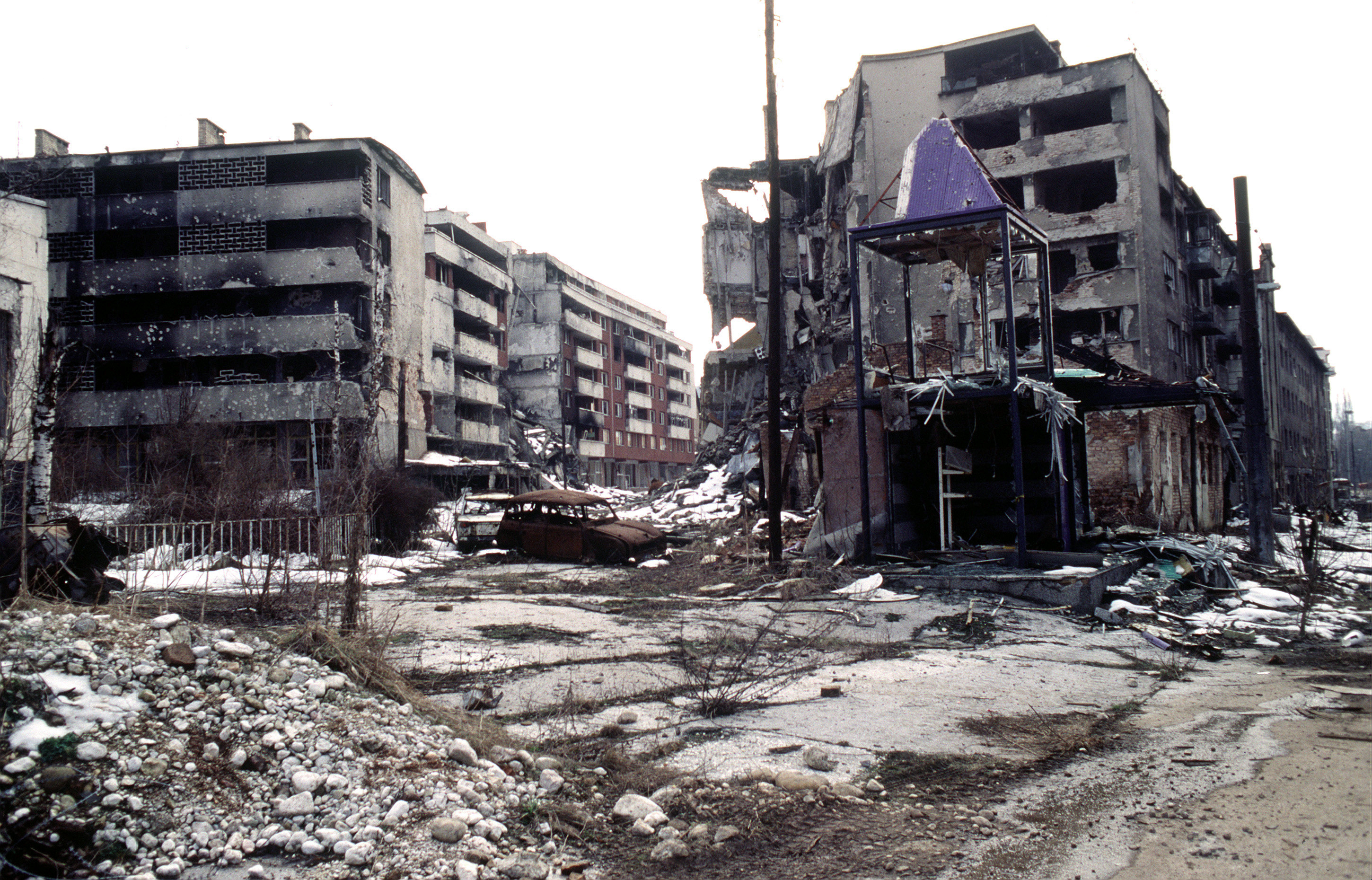
Các tòa nhà chung cư bị hư hại nặng nề tại quận Grbavica của Sarajevo.

Trong vòng một tháng kể từ khi được công nhận, cuộc vây hãm Sarajevo bắt đầu, vào thời điểm đó Quân đội Republika Srpska (VRS) của người Serb Bosnia kiểm soát 70% lãnh thổ Bosnia và Herzegovina. VRS được Nam Tư hỗ trợ, còn Quân đội Bosnia được hỗ trợ từ Cộng hòa Croatia mới thành lập cũng như từ thực thể Herzeg-Bosnia.
Cuộc chiến kéo dài ba năm, với tổng số thương vong là hơn 100.000 người. Các vụ thảm sát Bijeljina, Srebrenica và Markale được đưa tin rộng rãi trên các phương tiện truyền thông và thu hút chú ý đến cuộc xung đột. 